# Punamyia transitionalis
Punamyia transitionalis är en tvåvingeart som beskrevs av Townsend 1915. Punamyia transitionalis ingår i släktet Punamyia och familjen parasitflugor.
Artens utbredningsområde är Peru. Inga underarter finns listade i Catalogue of Life.